# Piper subcinereum
Piper subcinereum är en pepparväxtart som beskrevs av C. Dc.. Piper subcinereum ingår i släktet Piper och familjen pepparväxter.

## Underarter
Arten delas in i följande underarter:
- P. s. parvifolium
- P. s. perhirsutum